# Aleiodes xanthus
Aleiodes xanthus är en stekelart som först beskrevs av Marshall 1892.  Aleiodes xanthus ingår i släktet Aleiodes och familjen bracksteklar. Inga underarter finns listade i Catalogue of Life.